# Ntawuntunze (vattendrag i Muyinga)
Ntawuntunze är ett vattendrag i Burundi.   Det ligger i provinsen Muyinga, i den nordöstra delen av landet, 120 km öster om huvudstaden Bujumbura.
Omgivningarna runt Ntawuntunze är en mosaik av jordbruksmark och naturlig växtlighet. Runt Ntawuntunze är det ganska tätbefolkat, med 214 invånare per kvadratkilometer.